# 對待用功法守中土
對待用功法守中土(たいたいようこうほうしゅちゅうど)は、中国武術の、伝統拳としての楊式太極拳の楊振鐸(永年楊氏四世)のもとに家伝として残され、楊澄甫の作と伝わる三十二の理論書のひとつ。
對待用功法守中土　　　楊澄甫　伝
　　俗名「站橦」
定之方中足有根、先明四正進退身。
掤捋擠按自四手、須費功夫得其真。
身形腰頂皆可以、粘黏連隨意氣均。
運動知覺來相應、神是君位骨肉臣。
分明火候七十二、天然乃武並乃文。